# Pachystruthio
A Pachystruthio a madarak (Aves) osztályának struccalakúak (Struthioniformes) rendjébe, ezen belül a struccfélék (Struthionidae) családjába tartozó fosszilis nem.

## Tudnivalók
A Pachystruthio-fajok Eurázsiában éltek a késő pliocén és a középső pleisztocén korszakok között. Maradványaikat főleg a Krím-félszigeten és Grúziában fedezték fel. Először azt hitték, hogy óriási struccokról van szó, emiatt hamarább Struthio nevű madárnembe sorolták be; de a későbbi kutatások egy más, önálló madárnemre utaltak. A legnagyobb közülük a Pachystruthio dmanisensis volt; ez elérte a 3,5 méteres magasságot és a 450 kilogrammos testtömeget.

## Rendszerezés
A nembe az alábbi 3 faj tartozik:
- Pachystruthio dmanisensis (Burchak-Abramovich & Vekua, 1990)
- Pachystruthio pannonicus Kretzoi, 1954 - típusfaj
- Pachystruthio transcaucasicus (Burchak-Abramovich & Vekua, 1971)

## Fordítás
- Ez a szócikk részben vagy egészben  a   Pachystruthio című angol Wikipédia-szócikk ezen változatának fordításán alapul.  Az eredeti cikk szerkesztőit annak laptörténete sorolja fel. Ez a jelzés csupán a megfogalmazás eredetét és a szerzői jogokat jelzi, nem szolgál a cikkben szereplő információk forrásmegjelöléseként.